# Dino Trabalzini
Dino Trabalzini (Montepulciano, 28 aprile 1923 – Sacrofano, 14 luglio 2003) è stato un arcivescovo cattolico italiano.

## Biografia
Nasce a Montepulciano, nella diocesi omonima e in provincia di Siena, il 28 aprile 1923 e riceve l'ordinazione sacerdotale il 5 aprile 1947.
Dopo aver collaborato con la parrocchia di Santa Maria Maggiore all'Esquilino, viene nominato, il 17 gennaio 1956, dal cardinale vicario Clemente Micara, parroco della nuova parrocchia di San Luca Evangelista al Prenestino, dove ha, tra i suoi collaboratori, anche un giovane sacerdote astigiano, Angelo Sodano, poi cardinale segretario di Stato e decano del Collegio cardinalizio.
Rimane alla guida della parrocchia per oltre dieci anni e, nel 1965, riceve Paolo VI in visita pastorale.
Proprio questo pontefice, a seguito del Motu Proprio "Romanae Urbis" del 2 febbraio 1966, con il quale si riorganizza il governo pastorale della diocesi di Roma, divisa in settori pastorali, con a capo ognuno un vescovo ausiliare, lo nomina, il successivo 11 febbraio, vescovo titolare di Munaziana ed ausiliare del cardinale vicario Luigi Traglia.
Paolo VI, il 19 marzo seguente, nella Basilica Vaticana, gli conferisce di persona la consacrazione episcopale, assieme all'altro ausiliare di Roma, Oscar Zanera, al francescano Ferdinando Giuseppe Antonelli e a Giacomo Violardo, entrambi futuri cardinali, avendo per co-consacranti Francesco Carpino, arcivescovo titolare di Sardica ed assessore della Sacra Congregazione Concistoriale, ed Ettore Cunial, arcivescovo titolare di Soteropoli e vicegerente di Roma.
È incaricato del Settore Sud della diocesi di Roma, dimostrando, come da parroco, un notevole spirito di iniziativa, e, per essere maggiormente presente sul territorio, fissa una seconda dimora, non ufficiale, al Lido di Ostia. Il 28 giugno 1971 viene trasferito a Rieti, quale nuovo vescovo di quella diocesi, cui è unito il titolo di abate di San Salvatore Maggiore, e sostituito da Remigio Ragonesi, nominato in sua vece il giorno successivo.
Sono gli anni successivi alla conclusione del Concilio Ecumenico Vaticano II, per cui la sostituzione, di due, su quattro, vescovi ausiliari di Roma, il 7 gennaio quella di Giovanni Canestri, inviato a Tortona, ed ora il suo, provoca, in parte del Clero Romano, un notevole fermento, con lettere inviate sia al cardinale vicario Angelo Dell'Acqua che allo stesso Paolo VI.
Il 31 marzo 1973 viene nominato membro del Segretariato per l'Unione dei Cristiani. Nel 1974 inaugura il Museo diocesano di Rieti. Il 18 marzo 1980 è promosso arcivescovo di Cosenza e vescovo di Bisignano, dove fa il suo ingresso il 10 maggio successivo.
Nei diciotto anni nei quali rimane in Calabria, convoca il primo sinodo diocesano del post-concilio, il 10 maggio 1981 eleva la cattedrale di Cosenza a santuario mariano della Vergine SS. del Pilerio che, il 10 ottobre 1988, a chiusura dell'Anno Mariano, proclama patrona principale dell'arcidiocesi e patrona della città di Cosenza. È vicepresidente della Conferenza Episcopale Calabrese e, il 6 ottobre 1984, riceve a Cosenza Giovanni Paolo II.
Diviene arcivescovo di Cosenza-Bisignano, il 30 settembre 1986, a seguito del decreto "Instantibus votis" della Congregazione per i Vescovi, con il quale le due sedi di Cosenza e di Bisignano sono unite con la formula "plena unione".
Si dimette, per raggiunti limiti d'età, il 6 giugno 1998, divenendo arcivescovo emerito, ed è sostituito da Giuseppe Agostino, arcivescovo di Crotone-Santa Severina. Rimane amministratore apostolico della diocesi fino alla presa di possesso di quest'ultimo, nel settembre successivo e, il 7 dello stesso mese, il Consiglio comunale gli conferisce la cittadinanza onoraria di Cosenza.
Si ritira nella “Fraterna Domus” di Sacrofano, alle porte di Roma, dove spira, dopo una lunga malattia, all'età di 80 anni, nelle prime ore del mattino del 14 luglio 2003. Le solenni esequie vengono presiedute due giorni dopo, nel Duomo di Cosenza, dal suo successore.

## Genealogia episcopale
La genealogia episcopale è:
- Cardinale Scipione Rebiba
- Cardinale Giulio Antonio Santori
- Cardinale Girolamo Bernerio, O.P.
- Arcivescovo Galeazzo Sanvitale
- Cardinale Ludovico Ludovisi
- Cardinale Luigi Caetani
- Cardinale Ulderico Carpegna
- Cardinale Paluzzo Paluzzi Altieri degli Albertoni
- Papa Benedetto XIII
- Papa Benedetto XIV
- Papa Clemente XIII
- Cardinale Marcantonio Colonna
- Cardinale Giacinto Sigismondo Gerdil, B.
- Cardinale Giulio Maria della Somaglia
- Cardinale Carlo Odescalchi, S.I.
- Cardinale Costantino Patrizi Naro
- Cardinale Lucido Maria Parocchi
- Papa Pio X
- Papa Benedetto XV
- Papa Pio XII
- Cardinale Eugène-Gabriel-Gervais-Laurent Tisserant
- Papa Paolo VI
- Arcivescovo Dino Trabalzini

## Scritti
- Dino Trabalzini: Lettere alla comunità (Chiesa e Mezzogiorno), Editore: Progetto 2000
- AA.VV.: A servizio di Dio e degli uomini...verso il Duemila : l'attività pastorale di mons. Dino Trabalzini nella Chiesa di Cosenza-Bisignano. Cosenza : Progetto 2000, 1997. - 199 pp.